# Circuito Venezolano de Televisión Nacional
El Asociación Nacional de Televisión (o simplemente ANT) es una asociación de televisoras regionales privadas y de carácter independiente, fue fundada en el 2011 luego del extinto grupo nacional de televisión.

## Canales
- Estado Lara: Telecentro.
- Carabobo: RED Televisión.
- Zulia: América TV.
- Distrito Capital: Canal I.
- Estado Trujillo: RCN Televisión (antigua VEN Televisión).
- Estado Anzoategui: Anzoátegui Televisión (ATV).
- Nueva Esparta: Islavisión.
- Táchira: Telemax.
- Portuguesa: Universal Televisión (canal de televisión).
- Aragua: Televisora Informativa del Centro (TIC TV).
- Bolívar: Televisión Regional de Bolívar (TRB).